# أريناس ديل ري
بلدية أريناس ديل ري (بالإسبانية: Arenas del Rey) هي بلدية تقع في مقاطعة غرناطة التابعة لمنطقة أندلوسيا جنوب إسبانيا.

## الديموغرافيا
بلغ عدد سكان بلدية أريناس ديل ري 1.981 نسمة عام 2011 (وفقاً للمعهد الوطني الإسباني للإحصاء).
| 2.065 | 2.043 | 2.017 | 2.157 | 2.157 | 2.071 | 1.981 |